# Nemzeti Bajnokság I 1909-10
La Nemzeti Bajnokság I 1909-10 fue la novena edición del Campeonato de Fútbol de Hungría. El campeón fue el Ferencvárosi TC, que conquistó su quinto título de liga. El goleador fue Imre Schlosser del Ferencvárosi TC, por segunda vez consecutiva. Se otorgaron dos puntos por victoria, uno por empate y ninguno por derrota.

## Tabla de posiciones
|   | Equipo          | PJ | PG | PE | PP | GF | GC | DG  | Pts | Notas   |
| - | --------------- | -- | -- | -- | -- | -- | -- | --- | --- | ------- |
| 1 | Ferencvárosi TC | 16 | 13 | 1  | 2  | 52 | 17 | +35 | 27  | Campeón |
| 2 | MTK             | 16 | 11 | 3  | 2  | 42 | 24 | +18 | 25  |         |
| 3 | Nemzeti SC      | 16 | 9  | 0  | 7  | 33 | 30 | +3  | 18  |         |
| 4 | Budapesti AK    | 16 | 8  | 0  | 8  | 23 | 28 | -5  | 16  |         |
| 5 | Budapesti TC    | 16 | 6  | 2  | 8  | 32 | 34 | -2  | 14  |         |
| 6 | Terézvárosi TC  | 16 | 6  | 2  | 8  | 22 | 30 | -8  | 14  |         |
| 7 | Újpesti TE      | 16 | 6  | 1  | 9  | 27 | 33 | -6  | 13  |         |
| 8 | Törekvés SE     | 16 | 4  | 2  | 10 | 19 | 31 | -12 | 10  |         |
| 9 | Magyar AC       | 16 | 3  | 1  | 12 | 12 | 26 | -14 | 7   |         |

PJ = Partidos jugados; PG = Partidos ganados; PE = Partidos empatados; PP = Partidos perdidos; GF = Goles a favor; GC = Goles en contra; DG = Diferencia de gol; Pts = Puntos